# Memoriał Bronisława Malinowskiego

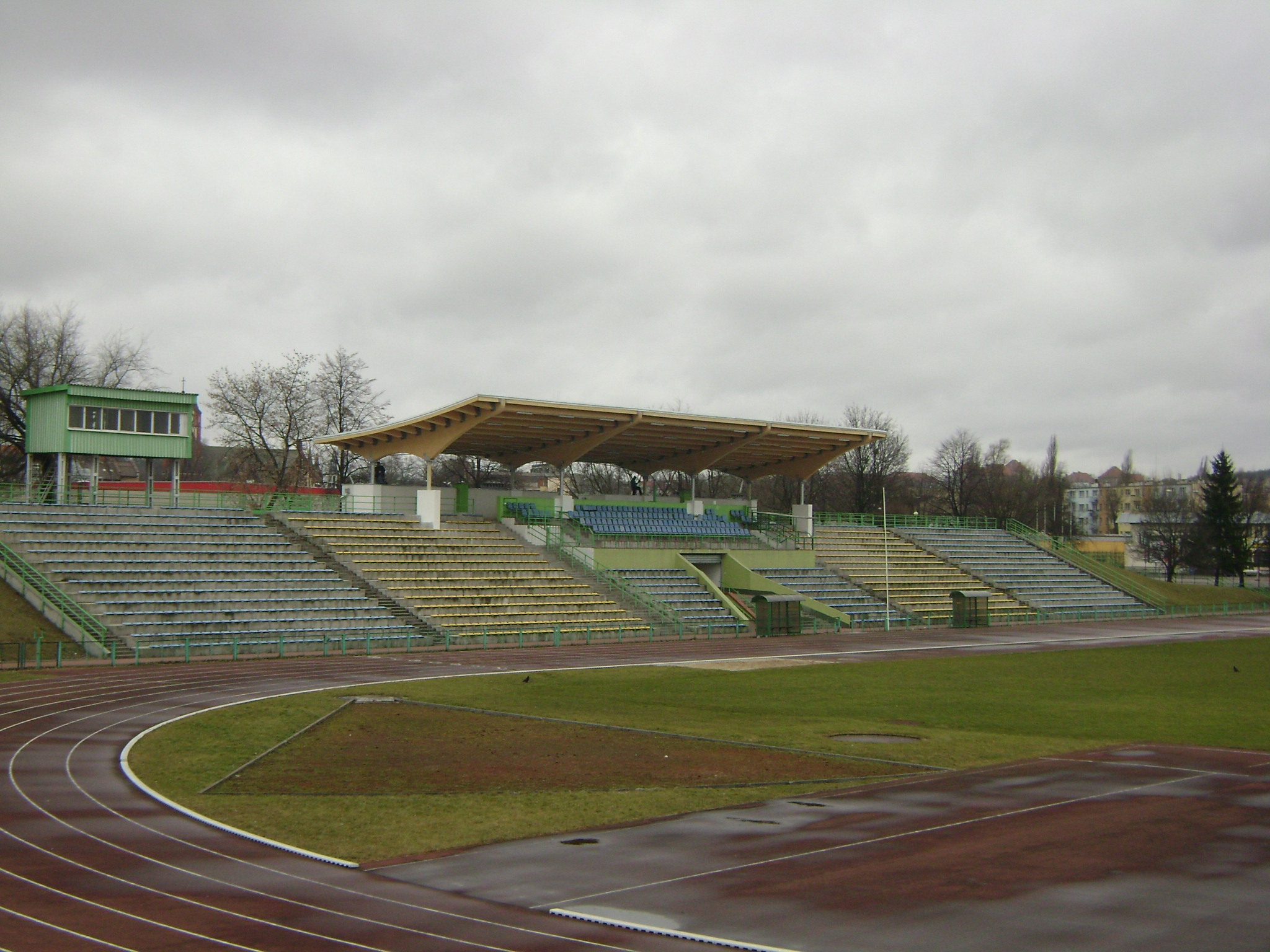
Stadion im. Bronisława Malinowskiego

Memoriał Bronisława Malinowskiego – mityng lekkoatletyczny organizowany w latach 1982–2003 w Grudziądzu (niektóre edycje odbyły się w Bydgoszczy). Zawody będące hołdem dla tragicznie zmarłego, w 1981 roku, mistrza olimpijskiego w biegu 3000 m z przeszkodami Bronisława Malinowskiego odbywały się na stadionie Olimpii. Pierwsza edycja imprezy została zorganizowana 2 czerwca 1982 roku. Wśród uczestników tamtych zawodów można wymienić m.in. Władysława Kozakiewicza, Zenona Licznerskiego, Władysława Komara czy Urszulę Kielan. Także w kolejnych latach mityng gromadził czołówkę polskich lekkoatletów. Obecnie mianem Memoriału Bronisława Malinowskiego nazywane są zawody biegowe, w których uczestniczą uczniowie szkół noszących imię lekkoatlety.